# 友永朱音
友永 朱音（ともなが あかね、1975年12月2日 - ）は、日本の女性声優。東京都出身。アクセルワン所属。旧芸名は中村 恵子（なかむら けいこ）、森野 ことり（もりの ことり）。

## 略歴
「どうしても声優になりたい」と思い続けて声優になったわけではなく、高校で演劇科に行っており、舞台の勉強をしていたため、その延長上にあるという感じだという。先生方が劇団四季から来ていた人物が多かったことから主にミュージカルの勉強をしていたという。公演実習があり、実際にミュージカルをしており、卒業公演は劇団四季のミュージカル『夢から醒めた夢』のマコ。進路を決める時、大学に行くこと、劇団を受けることも考えて、受験もしていたが、結局受かったのが青二塾だったことから「行ってみるか」という感じで声優の道に入ったという。色々な養成所の資料を取り寄せた時、声の仕事をしてみたいと思ったこともあり、青二はカリキュラム、講師陣もしっかりしており、卒業公演で舞台もしていることもあって、軽い気持ちで受験したという。その時に受かって、卒業時の青二プロダクションジュニアの試験にも受かって、声優になってしまったという。
その後はアトリエピーチ、ぷろだくしょんバオバブなどに所属していた。

## 人物
声種はアルトからソプラノ。
同じ事務所の後藤邑子とは親友関係。また、漫画家のトビナトウヤは従姉妹。
趣味はゲーム、読書、昼寝、フルート、舞台鑑賞。宝塚歌劇のファンでもある。特技はクラッシクバレエ、日本舞踊、ダンス。資格はアロマテラピー検定1級。尊敬する声優は藤田淑子、田中真弓。
NTTの104番のコミュニケーターのアルバイトをしていた。
2010年代に田口宏子と共に「pastel」というユニットを結成し、自主制作CDのリリース、ステージなどの活動をしている。
弟がいる。実家は東京都江東区東雲のショッピングセンターで八百屋をしている。東雲の前は東京都江東区東陽、足立区梅島でも八百屋をしていた。高校生の頃は、家の手伝いもしていた。

## 出演
太字はメインキャラクター。

### テレビアニメ
1996年
- イーハトーブ幻想〜KENjIの春（生徒）
- 地獄先生ぬ〜べ〜（トモコ 他）
- ドラゴンボールGT（映画の美女）
- 美少女戦士セーラームーンセーラースターズ（スミレ レポーター）

1997年
- クレヨンしんちゃん（ウエイトレス、ＴＶのにわとり）
- 中華一番!（女性客）

2005年
- 地獄少女（ヨーコ）
- ラムネ（仲里ひかり）

2006年
- 少女チャングムの夢（海女、ヨニ、タヨ、女官、少女）
- ひぐらしのなく頃に（2006年 - 2007年、受付、ナース、看護師 他）

2007年
- 鋼鉄神ジーグ（TVアナウンサー）

2008年
- ウエルベールの物語 〜Sisters of Wellber〜 第二幕（イルガ）
- カオス;ヘッド -CHAOS;HEAD-（星来オルジェル）
- 恋姫†無双（2008年 - 2010年、賈駆）- 3シリーズ
- 夜桜四重奏 〜ヨザクラカルテット〜（女子生徒）

2011年
- 俺たちに翼はない（吉川あきら）
- 境界線上のホライゾン（艦長）
- 真剣で私に恋しなさい!!（川神一子）

2013年
- DIABOLIK LOVERS（コーデリア）

2014年
- 失われた未来を求めて（古川ゆい）
- グリザイアシリーズ（2014年 - 2015年、風見一姫）- 2シリーズ + 特別編

2017年
- タイムボカン 逆襲の三悪人（楊貴妃）

2022年
- ブラック★★ロックシューター DAWN FALL（ルナティック）
- 本好きの下剋上 司書になるためには手段を選んでいられません（ダードルフ夫人）

2025年
- グリザイア:ファントムトリガー（タナトス）

### 劇場アニメ
- (超)劇場版!地獄先生ぬ〜べ〜（1996年、生徒）
- クレヨンしんちゃん 伝説を呼ぶ 踊れ!アミーゴ!（2006年、園児A）
- いばらの王 -King of Thorn-（2010年）

### OVA
- Canvas 〜セピア色のモチーフ〜（2001年、桜塚恋）
- 蒼い海のトリスティア（2004年、ラファルー）
- _summer（2006年、島津若菜）
- 恋姫†無双 OVAシリーズ（2009年 - 2011年、賈駆）- 3作品
- ヴァンキッシュド・クイーンズ 聖邪蹂躙（2013年、メナス）
- グリザイア:ファントムトリガー THE ANIMATION（2019年 - 2020年、タナトスシステム[21][22]） - 2シリーズ

### ゲーム
1997年
- 全国制服美少女グランプリファインドラブ（中井まみ、木本ゆかり）

1999年
- KISSより…（広瀬七海）
- 光の島（アーシア）
- 有限会社地球防衛隊（夕月美貴）

2000年
- GREENHORN（藤原由紀恵）
- 裏技麻雀〜これって天和ってやつかい〜（トウ子）
- Canvas 〜セピア色のモチーフ〜（桜塚恋）
- 同窓会メモリアルパッケージ（若林鮎）
- POWER DoLLS 4（ソニア・カミンスキー、リーユン・ウェルゲラン）

2001年
- GUYS AND DOLLS（アキラ＝マユズミ）
- Canvas DVD 〜セピア色のモチーフ〜（桜塚恋）
- NAKED BLUE 〜Canvas Wallpaper Collection〜（桜塚恋）
- THE 恋愛シミュレーション2 〜ふれあい〜（矢萩なつみ）
- 同窓会again（若林鮎）
- 同窓会refrain（若林鮎）
- Missing Blue（春日瑞希）

2002年
- 蒼い海のトリスティア〜発明工房奮闘記〜（ラファルー）
- ふれあい THE 恋愛シミュレーション（矢萩なつみ）
- 二重影（イル、スイ）
- ロマンスは剣の輝きII〜銀の虹をさがして〜（スピカ・スターライト）

2003年
- トリスティアどき!どき! オペレーション（ラファルー / ミラージュ）
- Pia♥キャロットへようこそ!!3（木ノ下さとみ）

2004年
- カラフルBOX to Love（八重樫芽衣）
- シークエンス・パラディウム3〜泡沫の天地〜（クリーナ＝トゥリグ）
- 水月 〜迷心〜（宮代花梨）
- WhiteDiamond2（クリスタ）
- RASETSU 2〜羅刹 弐（シルフィ、ラナフィ）
- Remember11 -the age of infinity-（涼蔭穂鳥）

2005年
- 蒼い海のトリスティア〜ナノカ・フランカ発明工房記〜（ラファルー）
- 蒼い空のネオスフィア〜ナノカ・フランカ発明工房記2〜（ラファルー / ミラージュ）
- 蒼い空のネオスフィア Neosphere of The Deep-blue Sky（ラファルー / ミラージュ）
- キャッスルファンタジア エレンシア戦記 プラスストーリーズ（ナガレ・カシマ）
- ブルーフロウ（ヒビキ＝イチモンジ、ミリエッタ＝ファイン、ルゥ＝ハイエンジ、白瀬）
- ラムネ〜ガラスびんに映る海〜（仲里ひかり）

2006年
- Quartett! 〜THE STAGE OF LOVE〜（クラリサ・フリューゲル）
- はるのあしおと -Step of Spring-（青井奈々子）
- パレドゥレーヌ（エクレール）
- ブルーブラスター（シーナ＝プレトリア）
- フルハウスキス2（中泉絢子）
- メタルウルフREV（桜瑞葉）

2007年
- とらぶるふぉうちゅんCOMPANY☆はぴCURE（高瀬凛）
- 熱帯低気圧少女（春日陽子）

2008年
- 暁のアマネカと蒼い巨神（トアラ・ラボアキン）
- CHAOS;HEAD（星来オルジェル）
- 恋する乙女と守護の楯 The shield of AIGIS（2008年 - 2020年、春日崎雪乃） - 3作品
- 恋姫†夢想 〜ドキッ☆乙女だらけの三国志演義〜（賈駆）
- Scarlett 〜日常の境界線〜（ニネット）
- 水月〜Portable〜（宮代花梨）

2009年
- CHAOS;HEAD NOAH（星来オルジェル）
- Blade Chronicle
- Memories Off 6 Next Relation（嘉神川ノエル）

2010年
- CHAOS;HEAD らぶChu☆Chu!（星来オルジェル）
- さくらさくら -HARU URARA-（桐島さくら）
- セカンドノベル 〜彼女の夏、15分の記憶〜（彩野）
- ナルキッソス〜もしも明日があるなら〜（日下陽子）
- 花と乙女に祝福を -春風の贈り物-（宝生聖佳）

2011年
- 乙女はお姉さまに恋してるPortable 2人のエルダー（神近香織理）
- Princess Frontier Portable（レキ・ロックハート）
- 花と乙女に祝福を -春風の贈り物- portable（宝生聖佳）

2012年
- DIABOLIK LOVERS（コーデリア）
- 真剣で私に恋しなさい!!R（川神一子）
- ルートダブル -Before Crime * After Days-（守部洵）

2013年
- 限界凸騎 モンスターモンピース（サーヤティア）
- Double Score（相原美伎）
- 楽園男子（天宮花崗）

2014年
- アイドル魔法少女ちるちる☆みちる（風見一姫）
- あやかしごはん（朱音凛）
- グリザイアの迷宮 -LE LABYRINTHE DE LA GRISAIA-（風見一姫）
- グリザイアの楽園 -LE EDEN DE LA GRISAIA-（風見一姫）

2015年
- クイズRPG 魔法使いと黒猫のウィズ（トァラ・アルゼンタム）
- 夏色ハイスクル★青春白書〜転校初日のオレが幼馴染と再会したら(略)（西園寺留美）
- 百花繚乱エリクシル 〜Record Of Torenia Revival〜（アンドロメダ・ヘリオトロープ）
- 雷子（于禁）

2016年
- SA7 SILENT ABILITY SEVEN（真壁玲奈）
- 神撃のバハムート（リリオラ）

2017年
- 吉原彼岸花 久遠の契り（喜蝶）
- 戦艦少女R（アーチャーフィッシュ、綾波、雷）

2018年
- さくらさくら （桐島さくら）
- 吉原彼岸花 久遠の契り（喜蝶）
- ホップステップジャンパーズ（マフユ）

2019年
- 恋する乙女と守護の楯 ～薔薇の聖母～（眞木莉里）
- ラングリッサー モバイル（アンジェリカ）

2020年
- 一騎当千 エクストラバースト（2020年 - 2023年、陳宮公台）
- ポルト・ミラージュ（パイン、葉月凛、ホーリー）
- グリザイア クロノスリベリオン（2020年 - 2023年、風見一姫） - 2作品

2021年
- ジンキ・リザレクション（津崎青葉）
- 咲う アルスノトリア（メラル）
- ガールズコントラクト（メア）

2022年
- モンスターストライク（ウェルフィ）
- ブルーアーカイブ -Blue Archive-（2022年 - 2023年、空井サキ）

2024年
- マブラヴ：ディメンションズ（風見一姫）

### ドラマCD
- 科学アドベンチャーシリーズ スペシャルドラマCD「怱卒連鎖のトリプティック」（2013年、星来オルジェル）
- 蒼い海のトリスティア ドラマCD（ラファルー）
  - 蒼い海のトリスティア ふたたび! ドラマCD（ラファルー）
- アリアンロッド2Eファンブック　ラヴィアンローズ　ドラマCD「白霧に散る薔薇」(エイプリル・スプリングス)
- 「_summer」ドラマCD プロローグ編（島津若菜）
- YEBISUセレブリティーズ 6（通行人）
- 幼馴染み（女生徒）
- 貝の火（子馬）
- ドラマCD Canvas 〜セピア色のモチーフ〜 Featuring 桜塚 恋（桜塚恋）
- Quintet 第一話 クインテット デビュー（もも）
  - Quintet 第二話 沖縄★水着★おまけに演歌?（もも）
- 恋ひめやも（岡島美紀）
- 灼熱の太陽と砂塵の嵐（キャスリーン）
- ジャックと豆の木（竪琴）
- 私立さくら学園3 〜春、それは出会いの季節〜（瀬戸ひなた）
- ドラマCD 水月〜夢雫〜 第一章（宮代花梨）
  - ドラマCD 水月〜夢雫〜 第二章（宮代花梨）
  - ドラマCD 水月〜夢雫〜 第三章（宮代花梨）
- SOUND DRAMA 絶対調律士NoA Vol.1・2（島崎栄子、風の精霊）
- ドラマCD 月陽炎〜つきかげろう〜vol.1 - 5（有馬美月）
- とらぶるふぉうちゅんCOMPANY☆はぴCURE ドラマCD（高瀬凛）
- パラサイト・イヴ（聖美の友人）
- フルハウスキス ドラマCD 〜真夏の夜の夢〜（病院事務員）
  - フルハウスキス アドベンチャードラマCD 〜ラ・プリンス殺人事件 処女雪のコテージ〜（香坂里沙）
- ブルーアーカイブ ドラマCD「舞台袖のかくしごと 〜キヴォトス晄輪大祭〜」（2022年、空井サキ）
- Missing Blue（春日瑞希）
  - Missing Blue 07 聖遼学園高等部2年C組副担任〜命〜（春日瑞希）
  - Missing Blue ドラマCD（春日瑞希）
- Memories Off 2nd
- 雪色のカルテ オリジナル・サウンドトラック（狩谷美紀）
- Remember11 ドラマCD（涼蔭穂鳥）
  - Remember11 プロフェシーコレクション Vol.1 冬川こころ（涼蔭穂鳥）
- ドラマCD Are You Alice? -Drink me. （ハート兵、ドードー鳥 *旧装丁版のみに記載*）
- ましろ色シンフォニー ドラマCD（エレノア・シーウェル）
- ドラマCD 引き籠もりヒーロー外伝「アレクサンドラの怪人＆ヒーローレポート」(アレクサンドラ)

### 吹き替え
- 9か月（パッツィ）
- CSI：6 科学捜査班（ミンディ）
- ザ・ホスピタル（リーフォン）
- 新スーパーマン（女の子）
- 理由（女の子）
- 臨死（ビクター）
- ティーン・ビーチ・ムービー(チーチー＜クリッシー・フィット＞)
- ティーン・ビーチ2(チーチー＜クリッシー・フィット＞)
- マイロ・マーフィーの法則(アマンダ・ロペス＜クリッシー・フィット＞/ブリジット・マーフィー)

### ラジオ
- 学生探偵の事件ファイル（二谷 海）
- 銀河特捜・アストロシスターズ（エルノスタ）
- 後藤邑子の超ラジ!（ゲスト）
- サクラサク 春うらら・じ・お（パーソナリティ）
- 私立さくら学園（瀬戸 ひなた）
- D→A Dream Radio（ゲスト）
- とびだせ!パ・ドゥ・シャ!
- パ・ドゥ・シャの小さなお茶会
- PFラジオ 力丸乃りこ 友永朱音 ポルカ村 放送局（パーソナリティ）
- 藤咲かおりの電脳楽園（ゲスト）
- まじかる・と〜い・ぼっくす（パーソナリティ）
- 水谷優子のアニメ探偵団II（アシスタント）
- ラジオCHAOS;HEAD Love×2中毒注意報（パーソナリティ）

### デジタルコミック
- VOMIC
  - 1/11 じゅういちぶんのいち（四季の母）
  - 貧乏神が!（山吹）
  - 保健室の死神（病魔）
  - ゴーレム・ア・GO!GO!（生徒A、悪ガキC）

### TV
- テレコンワールド（ボイスオーバー）
- グルメおばさんイギリスを行く（ボイスオーバー、男の子）
- 日立 世界・ふしぎ発見!![再現VTR]（常盤御前、花魁、町娘）
- パチンコLAB（語り）
- パチンコLAB〜2nd SEASON～12th SEASON (語り)

### ビデオ
- 御客様対応マニュアル「日本通運」
- J-フォンプロモーションVP（ナレーション）
- 新作コンピュータ紹介「フジカラー」
- パピカフロアブル（ノビエ達役）
- モンタの冒険水の輝く街づくり「日本下水道事業団 」（うさぎの主婦）
- ワイヤレスターミナルアダプタで家庭が変わる!オフィスが変わる!「NTT」（敏子、花子）

### CM
- あすかファンタジーデラックス「ふぁんデラ10月号」ラジオCM（ナレーション）
- インターチャネルキャンペーンCM
- シルバニアファミリーTVCM（ナレーション）
- 別冊宝島TVCM（ナレーション）
- ヨドバシカメラTVCM（ナレーション、2011年8月まで、石川ひろあきと）

### 舞台
- SHAFT 2nd PERFORMANCE 雷神降臨 〜裏京都あやかし御伽草子〜（深泥）
- SHAFT 3rd PERFORMANCE 蒼龍招来〜桜蘭館怪盗奇譚〜（桐竜柳）
- SHAFT 6th PERFORMANCE 九龍迷廊 -Kowloon Maze-（榊晶）
- SHAFT 7th PERFORMANCE 白南風の空　夢の伽詞（澄）
- SHAFT 8th PERFORMANCE ArK（MIMI）
- SHAFT 9th PERFORMANCE 夕焼けのカナタ＊アカツキの手前　- 2009 邂逅 -（南沙希）

### その他コンテンツ
- ANIMAX G-FILE（ナレーション）
- ガリバー旅行記[ガリバー王国内アトラクション]（小人）
- 世界の車窓から（社内閲覧用ナレーション）
- ダイダロスの迷宮（サヤ 他）
- 超ブラインドタッチマスター（ナレーション）
- 教材用テープのびのびクラブ（男の子 他）
- ファミまる（テレホンサービス）
- プリクラ機「ピンキーシルキー」（ガイダンス音声）
- DVD「ぼくは はちぞう」
- マツヤレディス（店頭ナレーション）
- ダウンロード販売ボイスドラマ：StudioGIW ヴァジアルサーガ・ボイスドラマ Vol.2 溜息月華（月無有無）
- 星の記憶（レミリア・スカーレット、八雲紫、八意永琳）
- ボイスドラマ『【ブルーアーカイブ】ミユASMR〜ゴミ箱の中でふたりきり〜』（2022年、サキ）

## ディスコグラフィ

### キャラクターソング
| 発売日   | 商品名                                                  | 歌                                                                     | 楽曲                               | 備考                                                   |
| 2002年   | 2002年                                                  | 2002年                                                                 | 2002年                             | 2002年                                                 |
| -------- | ------------------------------------------------------- | ---------------------------------------------------------------------- | ---------------------------------- | ------------------------------------------------------ |
| 12月21日 | LOVERS featuring 田代美紀                               | 田代美紀（友永朱音）                                                   | 「春よこい」                       | ゲーム『LOVERS 〜恋に落ちたら…〜』関連曲               |
| 2003年   |                                                         |                                                                        |                                    |                                                        |
| 4月20日  | Missing Blue 06 聖遼学園高等部2年C組〜瑞希〜            | 春日瑞希（友永朱音）                                                   | 「おかえり」                       | ゲーム『Missing Blue』関連曲                           |
| 8月21日  | Missing Blue The Greatest Hits!                         | 春日瑞希（友永朱音）                                                   | 「おかえり」                       | ゲーム『Missing Blue』関連曲                           |
| 2003年   |                                                         |                                                                        |                                    |                                                        |
| 4月23日  | 蒼い海のトリスティア オリジナルサウンドトラック         | ラファルー（友永朱音）                                                 | 「私だけのsoleil」                 | ゲーム『蒼い海のトリスティア』関連曲                   |
| 2004年   |                                                         |                                                                        |                                    |                                                        |
| 6月23日  | Remember11 プロフェシーコレクション Vol.5 涼蔭穂鳥      | 涼蔭穂鳥（友永朱音）                                                   | 「STRAY-迷走-」                    | ゲーム『Remember11』関連曲                             |
| 2006年   |                                                         |                                                                        |                                    |                                                        |
| 2月22日  | ラムネ Characters Collection Vol.2「仲里ひかり」        | 仲里ひかり（友永朱音）                                                 | 「大好きなSeason」                 | テレビアニメ『ラムネ』関連曲                           |
| 2011年   |                                                         |                                                                        |                                    |                                                        |
| 8月24日  | CHAOS;HEAD VOCAL COLLECTION                             | 星来オルジェル（友永朱音）                                             | 「フォーチュン☆LOVEナイト」        | ゲーム『CHAOS;HEAD』関連曲                             |
| 2014年   |                                                         |                                                                        |                                    |                                                        |
| 10月22日 | 明日また会えるよね                                      | 古川ゆい（友永朱音）                                                   | 「明日また会えるよね」             | テレビアニメ『失われた未来を求めて』エンディングテーマ |
| 10月22日 | 明日また会えるよね                                      | 佐々木佳織（高田初美）、古川ゆい（友永朱音）                           | 「Le jour -Character Cover ver.-」 | テレビアニメ『失われた未来を求めて』関連曲             |
| 2015年   |                                                         |                                                                        |                                    |                                                        |
| 5月27日  | 失われた未来を求めて Blu-ray 6 特典キャラクターソングCD | 古川ゆい（友永朱音）                                                   | 「あなたといる世界」               | テレビアニメ『失われた未来を求めて』関連曲             |
| 5月27日  | 失われた未来を求めて Blu-ray 6 特典キャラクターソングCD | 佐々木佳織（高田初美）、古川ゆい（友永朱音）                           | 「明日また会えるよね」             | テレビアニメ『失われた未来を求めて』エンディングテーマ |
| 2024年   |                                                         |                                                                        |                                    |                                                        |
| 12月23日 | ブルーアーカイブ 青春あんさんぶる Vol.8 「RABBIT小隊」  | ミヤコ（藤田茜）、サキ（友永朱音）、モエ（井澤詩織）、ミユ（後藤邑子） | 「進み続ける兎たち」               | ゲーム『ブルーアーカイブ -Blue Archive-』関連曲        |

### その他参加楽曲
| 発売日   | 商品名                         | 歌                 | 楽曲             | 備考                                |
| 2003年   | 2003年                         | 2003年             | 2003年           | 2003年                              |
| -------- | ------------------------------ | ------------------ | ---------------- | ----------------------------------- |
| 10月23日 | 悪代官 -onu si mo waru yo noh- | 友永朱音、Andy山本 | 「夜霧の悪代官」 | ゲーム『悪代官3』エンディングテーマ |
| 2012年   |                                |                    |                  |                                     |
| 8月11日  | 月虹歌劇団 1st Stage 空        | 月虹歌劇団         | 「」             |                                     |